# Yang Wenjun
Yang Wenjun, född den 25 december 1983 i Jiangxi, Kina, är en kinesisk kanotist.
Han tog OS-guld i C-2 500 meter i samband med de olympiska kanottävlingarna 2004 i Aten.
Han tog OS-guld igen på samma distans i samband med de olympiska kanottävlingarna 2008 i Peking.